# Trevor Marsicano
Trevor Marsicano, född 5 april 1989 i Schenectady, USA, är en amerikansk skridskoåkare.
Han tog OS-silver i herrarnas lagtempo i samband med de olympiska skridskotävlingarna 2010 i Vancouver.